# Todor Ivančov
Todor Ivančov (in bulgaro Тодор Иванчов?; Veliko Tărnovo, 1858 – Parigi, 1905) è stato un politico bulgaro e primo ministro del principato di Bulgaria dal 13 ottobre 1899 al 25 gennaio 1901.
Nato a Veliko Tărnovo, Todor Ivančov studiò medicina per tre anni a Montpellier. Dopo l'indipendenza della Bulgara vi fece ritorno e lavorò come insegnante a Drjanovo (1878-1879), come direttore dell'istituto pedagogico di Kjustendil (1880-1883), ed in seguito come direttore dell'ufficio di statistica di Sofia.
Attivista del partito liberale, Ivančov partecipò al primo governo di Vasil Radoslavov (1886-1887) ed al governo di Dimităr Grekov (1899). In seguito ricoprì il ruolo di primo ministro (1899-1901). Durante il suo governo venne reintrodotta la decima naturale, azione che provocò varie rivolte contadine, represse con severità (1899). Nel 1903 Ivančov venne condannato dalla corte statale per abusi finanziari, ma poi venne graziato alcuni mesi più tardi.
Come ministro dell'istruzione pubblica nel 1899, Ivančov pubblicò la prima ortografia ufficiale della lingua bulgara.
| Controllo di autorità | VIAF (EN) 26051154 · ISNI (EN) 0000 0000 2853 6879 · LCCN (EN) n85246097 |